# Echinopsis schickendantzii
Echinopsis schickendantzii är en kaktusväxtart som beskrevs av Frédéric Albert Constantin Weber. Echinopsis schickendantzii ingår i släktet Echinopsis och familjen kaktusväxter. Inga underarter finns listade i Catalogue of Life.

## Bildgalleri

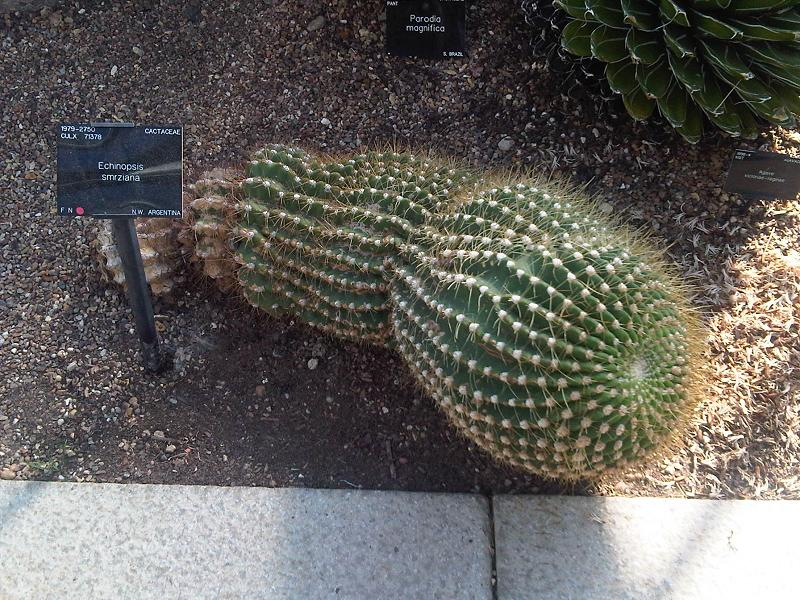
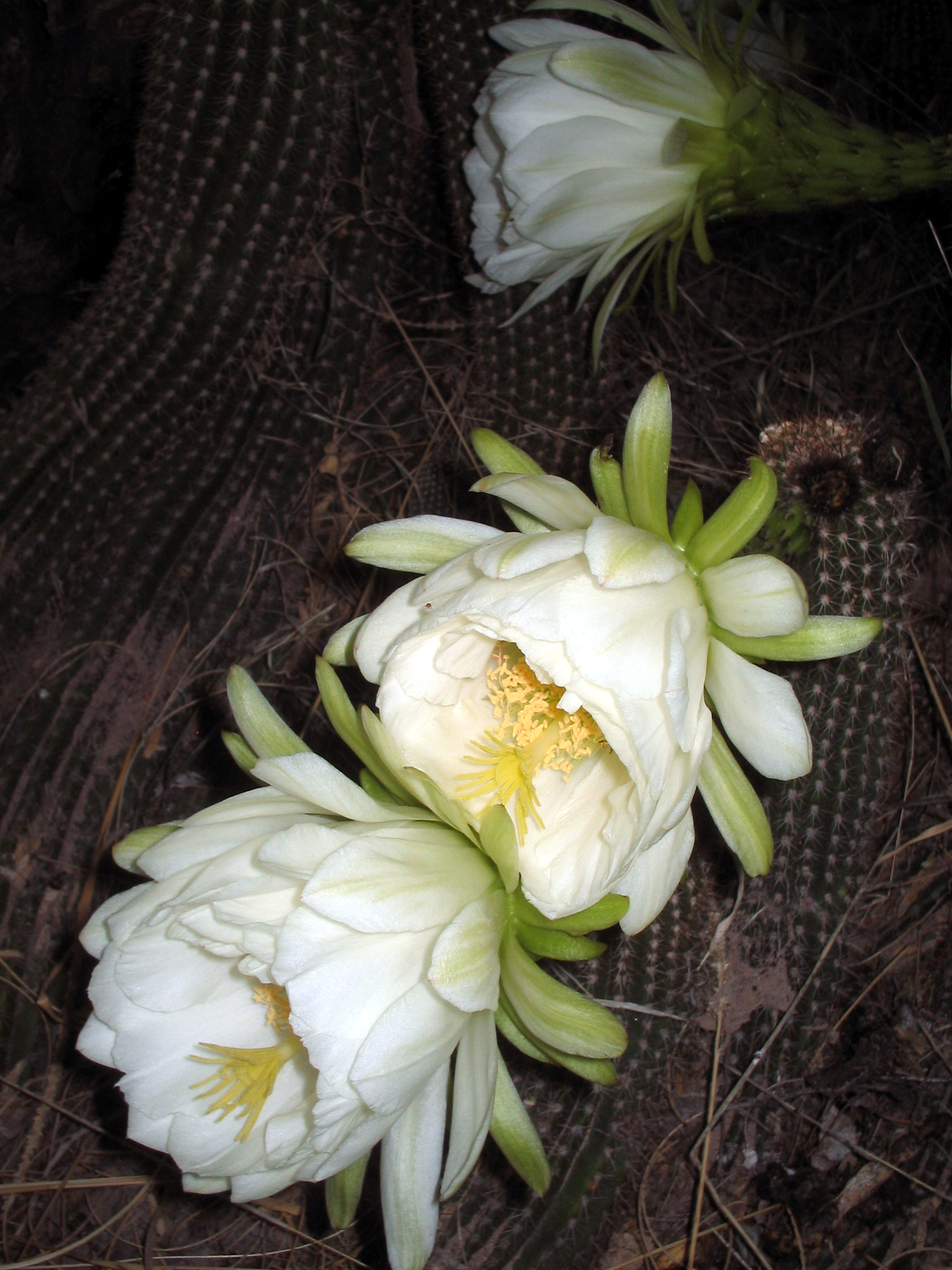
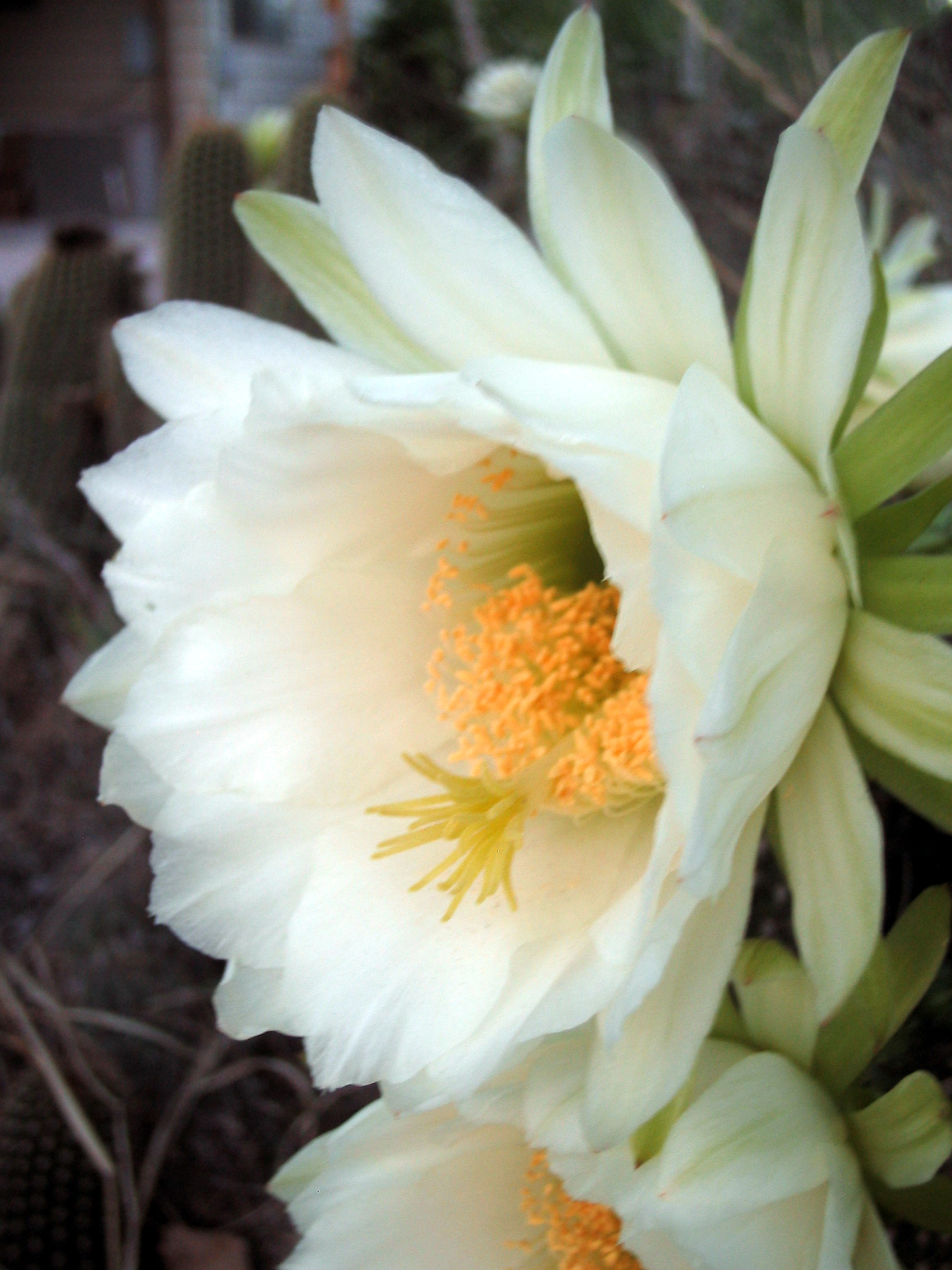
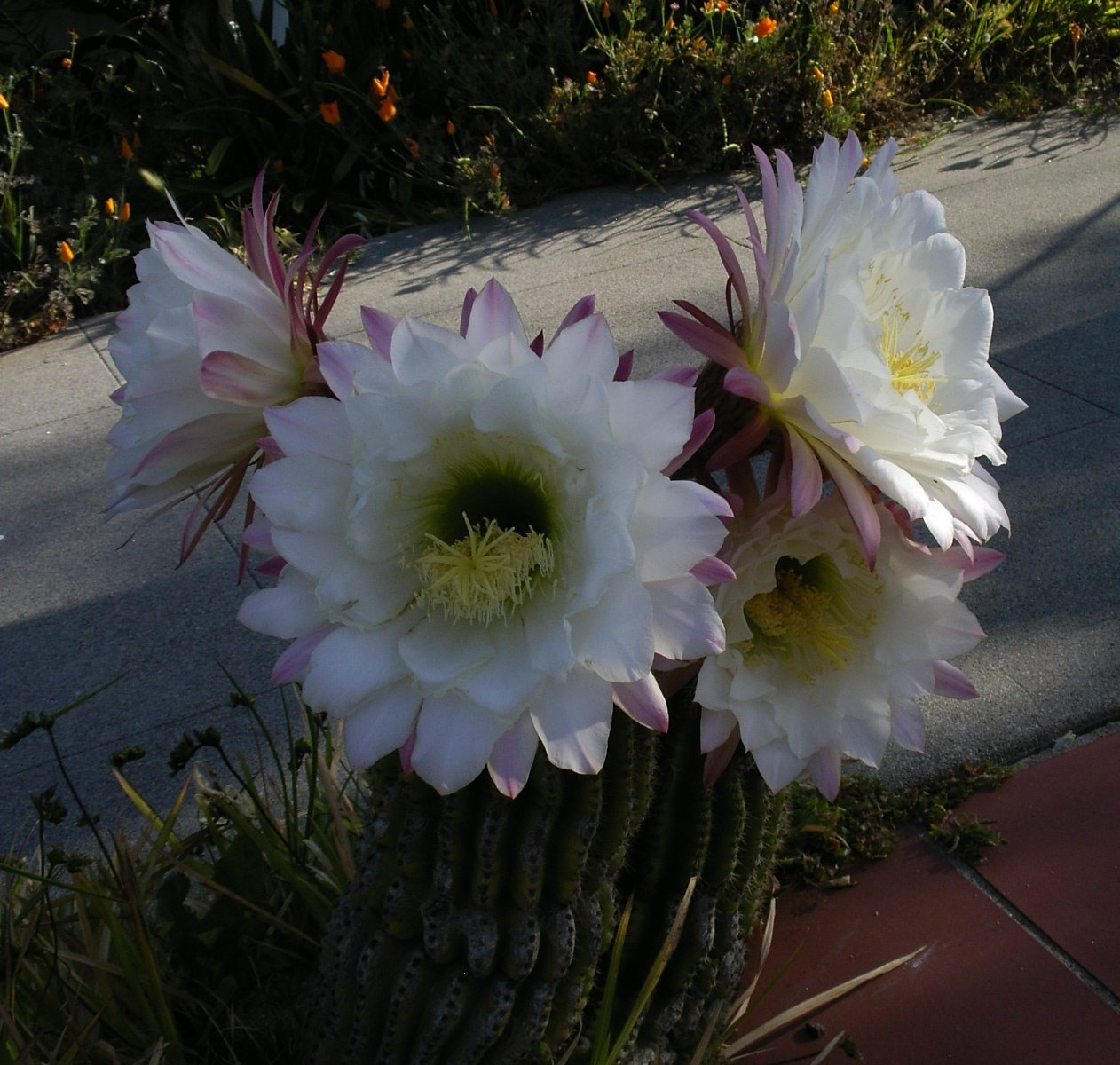
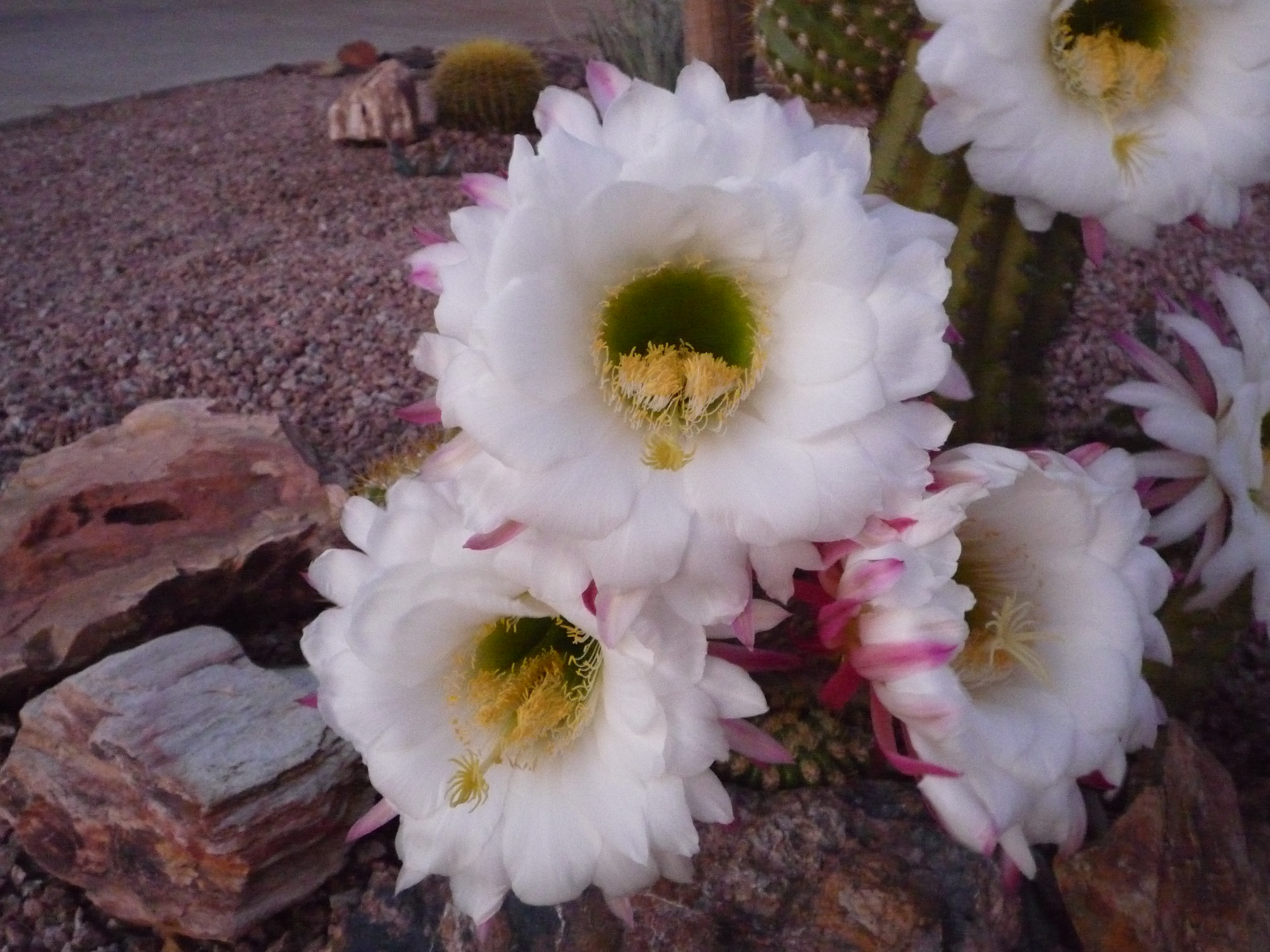
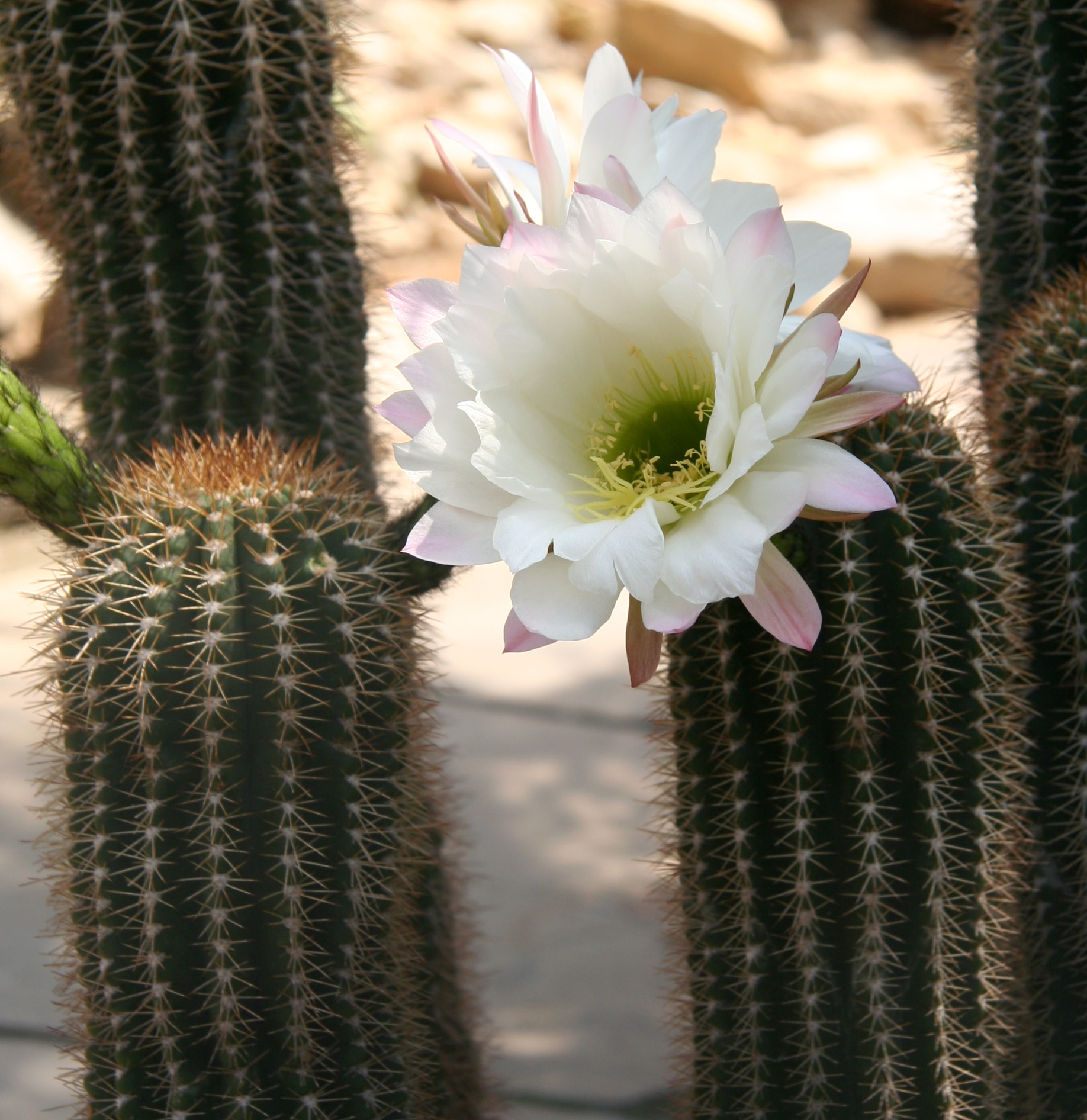